# Denis Bourdaud
 (décembre 2018).
Denis Bourdaud, né en 1966, est un dessinateur de bande dessinée. Ses livres, sont le plus souvent des fables, voire des discours, traitant les thèmes du temps et de l'existence. Son plus volumineux ouvrage, Ballon-île, publié aux Requins Marteaux est une satire autant qu'une synthèse des utopies du XXe siècle. Il collabore également à l'Oubapo (Ouvroir de Bande dessinée Potentielle).

## Œuvres
- Inventions (L'Association, 1995)
- Les Voisins (L'Association, 1998)
- Les Vagues Différentes (L'Association, 1999)
- Ballon-île (Les Requins Marteaux, 2005)